# Jean Dumont (storico)
Jean Dumont (Lione, 10 ottobre 1923 – 6 luglio 2001) è stato uno storico francese, specializzato in storia della Chiesa Cattolica e in storia della Spagna del XV e XVI secolo.

## Biografia
Nato il 10 ottobre 1923 a Lione, crebbe nella regione dello Charolais e si laureò  in storia e filosofia a Lione e in giurisprudenza a Parigi. Si dedicò principalmente ai documenti storici, ritrovando il salterio di Anna Bolena e gli archivi delle famiglie spagnole Valdes e Cervantes.
Come direttore editoriale, per più di quarant'anni, curò e pubblicò molte opere storiche, dapprima presso le edizioni Amiot-Dumont (dal 1947 al 1959 data della loro acquisizione da parte di Presses de la Cité) e successivamente presso editori francesi quali Grasset, François Beauval, Club des Amis du Livre e Famot. Fu chiamato a collaborare come consulente con il comitato costituito a Parigi dal sindaco Jacques Chirac per preparare le manifestazioni culturali che nel 1989 celebrarono il secondo centenario della presa della Bastiglia.

In Spagna e in America Latina Dumont era considerato uno dei massimi esperti della storia spagnola dei secoli XV e XVI. Le posizioni di Dumont sull'inquisizione spagnola sono state al centro di polemiche tra gli storici. Secondo Dumont, infatti, nonostante alcuni abusi che si sono verificati, l'inquisizione fu una realtà molto più positiva di come viene solitamente descritta.  In particolare Dumont sostiene che i metodi dell'Inquisizione erano molto meno brutali rispetto a quelli dei tribunali religiosi di paesi protestanti come l'Inghilterra o la Germania. In questi e in altri paesi, secondo Dumont i morti sono stati decine di migliaia, mentre il numero dei condannati dall'Inquisizione andrebbe molto ridimensionato. Infine Dumont sottolinea che l'Inquisizione fu particolarmente potente nel Siglo de Oro, il periodo più fertile della cultura spagnola e non pochi dei migliori lavori del Siglo de Oro sono stati scritti proprio da inquisitori.
Scrisse vari libri, tra cui L'Église au risque de l'Histoire, che vendette oltre 25 000 copie e fu tradotto in sei lingue. Le sue opere e le sue ricerche sono state giudicate positivamente da apologeti come Giovanni Cantoni e César Vidal.

## Opere
- Erreurs sul le "Mal français", ou le trompe-l'oeil de M. Peyrefitte, Éditions Vernoy, Ginevra, 1979
- La Révolution française ou les prodiges du sacrilège [prefazione di Jean Duchense], Criterion, Limoges, 1981. Nel libro Dumont sostiene che il vero bersaglio dei rivoluzionari non fu la monarchia ma il cattolicesimo, che la Rivoluzione francese fu preparata da un'esplosione di opuscoli anticristiani e che la monarchia fu abbattuta solo quando Luigi XVI si rifiutò di deportare i preti refrattari. Se il re avesse accettato di lasciare che il cristianesimo venisse sostituito dal culto dell'Essere Supremo, la monarchia, secondo Dumont, non sarebbe stata abolita.[8]
- La Revolution française ou les prodiges du sacrilege, Criterion, Limoges 1984, pp. 510 ISBN 978-290-370-213-7.
- Proces contradictoire de l'Inquisition espagnole, Famot, Ginevra, 1983
- L'Église au risque de l'histoire, Éditions de Paris, 1984 (riedito nel 2002 con una prefazione di Pierre Chaunu) ISBN 285-162-040-1.
- I falsi miti della Rivoluzione francese (Pourquoi nous ne célèbrerons pas 1789, ARGÉ, Bagneux, 1987). Effedieffe, Milano 1990. Prefazione di Giovanni Cantoni.
- Il Vangelo nelle Americhe. Dalla barbarie alla civiltà (L'Église au risque de l'historie, Criterion, Limoges, 1982). Traduzione italian del Capitolo III, Effedieffe, Milano, 1992. Prefazione di Marco Tangheroni
- La «incomparable» Isabel la Católica, Edicion Encuentro Madrid, 1993
- La Chiesa ha ucciso l'Impero romano e la cultura antica? [prefazione di Rino Cammilleri], Effedieffe, Milano, 2001, pp. 61
- La regina diffamata. La verità su Isabella la Cattolica [a cura di Vittorio Messori], SEI, 2003, pp. 180

### Contributi
- Alexandre Correard et al., Relations des survivants du naufrage de La Méduse, Jean Dumont (prefazione), Paris, Éd. F. Beauval, 1969.

### Opere collettive
- AAVV, Les coups d'Etats, 1963

#### Con il movimentoRenaissance catholique
- L'envers des droits de l'homme, Renaissance catholique, 2004
- La croix et le croissant, Renaissance catholique, 2001
- Repentance - Pourquoi nous ne demandons pas pardon, Renaissance catholique, 2003
- Aux origine de la laïcité : les zones d’ombre de l’histoire de France in Qui a peur du baptême de Clovis, Renaissance catholique, 1997
- L’effondrement démographique de la France in La France doit-elle disparaître ?, Renaissance catholique
- Une croix sur le nouveau monde, Renaissance catholique, 1992